# Altengönna

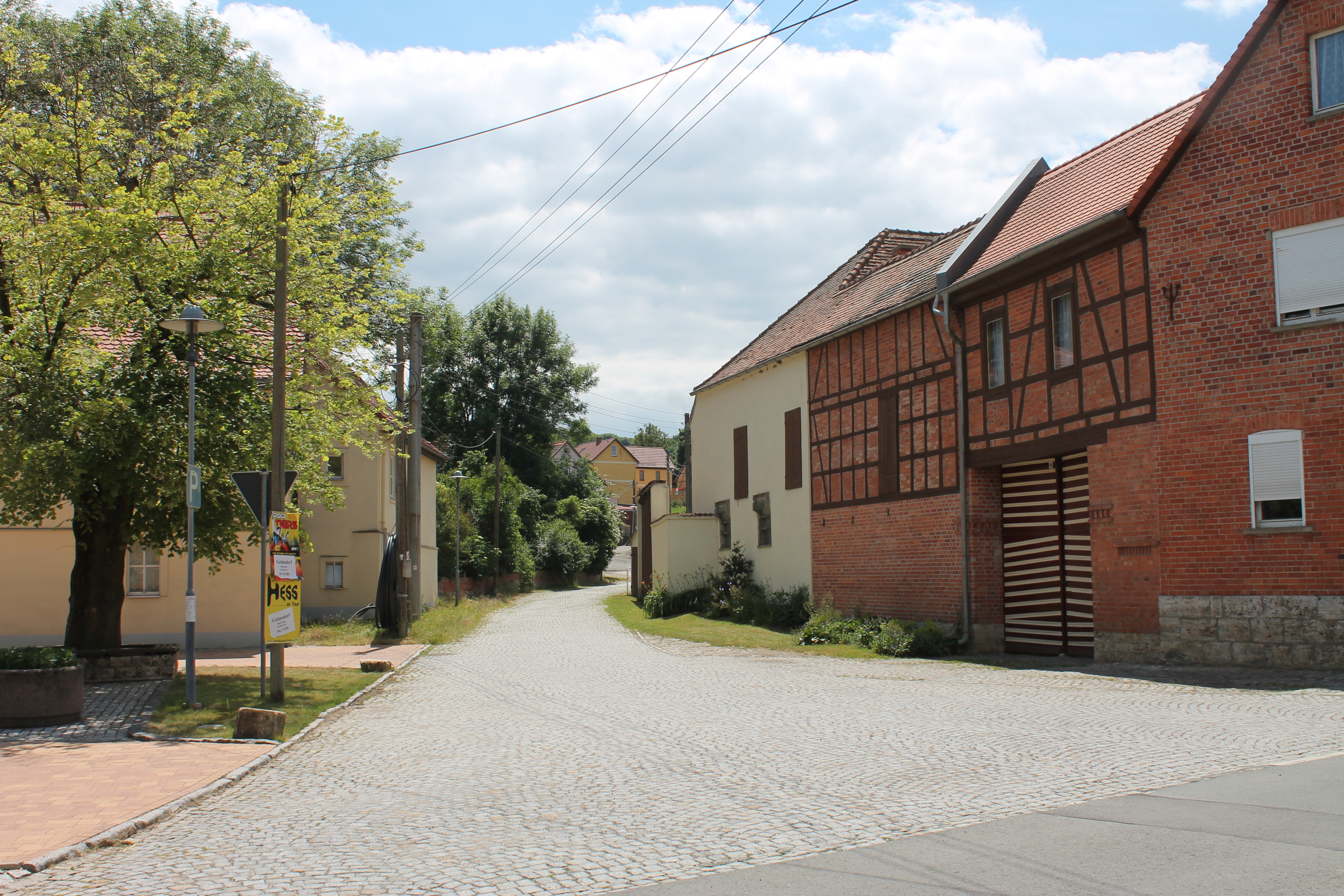
Ortsdurchfahrt

Altengönna ist ein Ortsteil der Gemeinde Lehesten bei Jena in Thüringen.

## Geographie

### Geographische Lage
Altengönna befindet sich im Saale-Holzland-Kreis und im Tal des Gönnerbachs, das an die Ilm-Saale-Platte grenzt.
Die Stadt Jena liegt ca. 9,5 km entfernt. Nach Weimar sind es 25 km und zur Landeshauptstadt Erfurt 50 km. Durch den Ort verläuft die Landstraße 2301. Die nächstgelegene Bundesstraße ist die B 7 5,5 km südwestlich und die nächste Autobahn
die A 4 (13 km südlich).
|                                     | Stadt Bad Sulza (Ortsteil Stobra) (5,5 km) |                 |  |
| Jenaer Stadtteil Krippendorf (1 km) |                                            | Lehesten (1 km) |  |
|                                     | Jenaer Stadtteil Closewitz (3 km)          |                 |  |

 Entfernungsangaben beziehen sich auf die Entfernung durch die kürzeste Straßenverbindung bis zum Ortszentrum.

### Gemarkung
Das zu Altengönna gehörende Gebiet besteht im Norden aus den fruchtbaren Ackerflächen der Ilm-Saale-Platte. Im Gebiet des Gönnatals liegen Wiesen. Der südliche Teil der Gemarkung besteht aus Waldgebieten. Der außerhalb der Flur südlich liegende Dornberg ist mit 383 m ü. NN die höchste Erhebung des Gebietes.

## Geschichte
Ersterwähnt wird Altengönna (Ginna) in einer Urkunde der Grafen von Orlamünde aus dem Jahr 1192. Jedoch wird der Landschaftsname Ginnaha bereits in einer Kaiserurkunde von 1044 genannt. Bis ins 15. Jahrhundert befand sich das Dorf im Besitz der Burggrafen von Kirchberg (siehe Wasserburg Lehesten) sowie der Herren von Lobdeburg. 1507 wurde Altengönna an den Deutschen Orden verkauft und war bis 1809 Bestandteil der Kommende Lehesten.
Der Familienname de Ginna oder von der Gönna/von der Gönne wird erstmals Ende des 13. Jahrhunderts genannt und ist bis heute weit verbreitet. Mit der Gründung eines zweiten Dorfes Gönna (Neuengönna) Anfang des 15. Jahrhunderts bürgerte sich der Name Altengönna ein.
Die Pfarrei Altengönna versorgte seit frühester Zeit auch die Filialen Krippendorf und Lehesten. 1998 kamen Closewitz, Cospeda, Lützeroda und Vierzehnheiligen zum Kirchspiel hinzu.

## Kultur und Sehenswertes

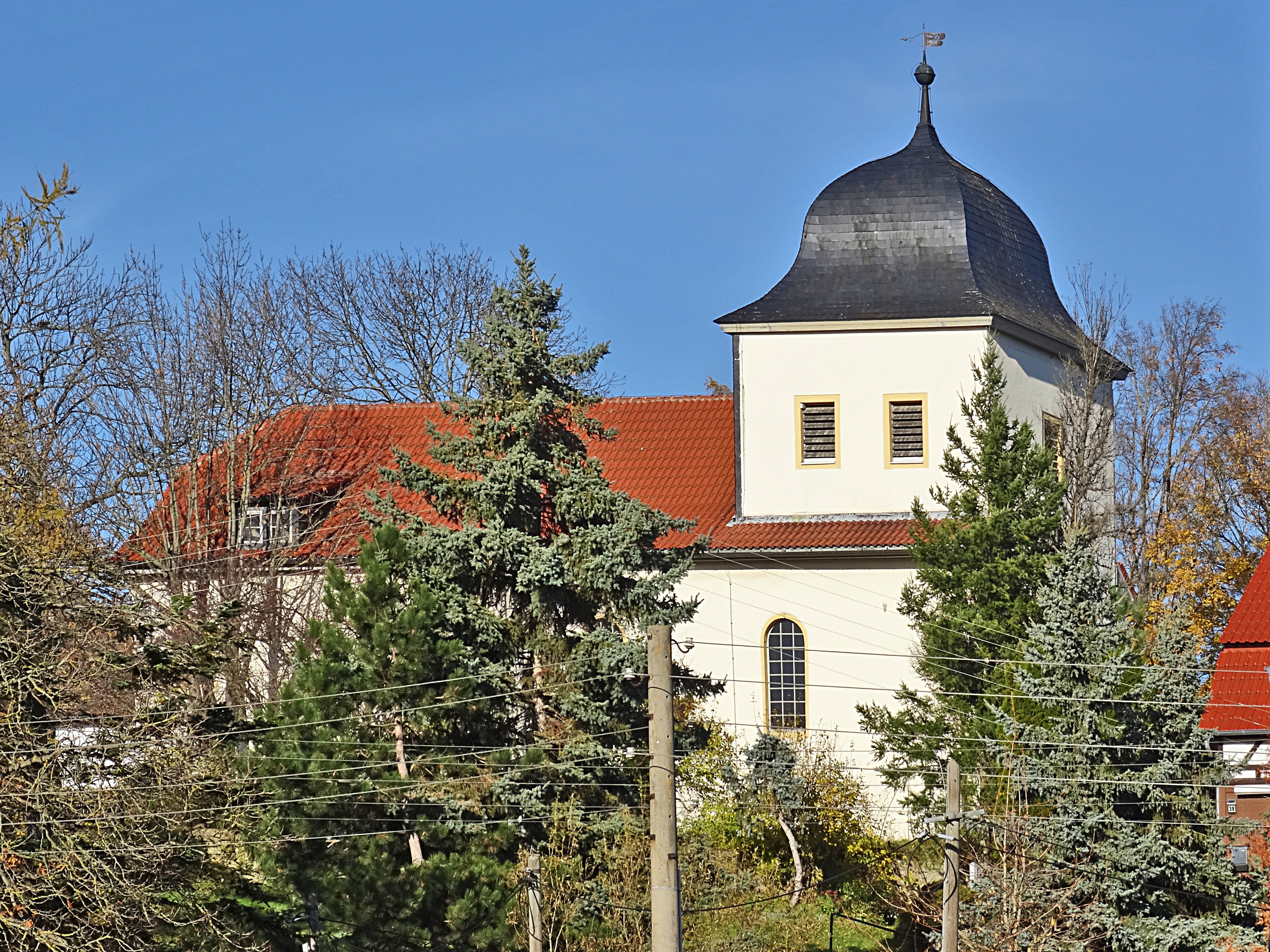
Kirche

Die jetzige Dorfkirche von Altengönna wurde 1690 erbaut. Sie beherbergt einen um 1510 geschaffenen spätgotischen Flügelaltar mit Hauptschrein und Predella. Vollkommen geöffnet zeigt er die Skulpturen Maria mit dem Kind in Begleitung von Petrus und Paulus sowie Nikolaus und Martinus. Unter ihnen erscheinen Anna Selbdritt zwischen Barbara und Katharina.
Der sehenswerte Altengönnaer Pfarrhof mit Wohnhaus, Scheunen und Ställen wurde 1570 erbaut und 1797 erweitert.